# Tranviken
Tranviken är ett havsbad på södra Alnö, utanför Sundsvall.  Havsbadet har en fin sandstrand som är mycket populär bland badgäster på sommaren. 
Här fanns tidigare två swimmingpooler, en liten butik, minigolf, kiosk och en restaurang. Sundsvalls kommun valde att sälja anläggningen till ett företag som har övergett den och låtit allt förfalla. Kommunen äger och driver dock fortfarande havsbadet.
Smeknamnet "Norrlands Hawaii" för Alnön var ursprungligen namnet på en dansbana vid Tranviken. Det var då populärt att åka med båt till Tranviken (vägen runt Alnön var ännu inte färdigställd så Tranviken var endast nåbar med båt), bada på badstranden för att sedan på kvällen besöka dansbanan.